# Малая Анновка (Николаевская область)
Малая Анновка (укр. Мала Ганнівка) — село в Новобугском районе Николаевской области Украины.
Население по переписи 2001 года составляло 129 человек. Почтовый индекс — 55634. Телефонный код — 5151. Занимает площадь 0,29 км².

## История
В 1946 году указом ПВС УССР село Анновка Вторая переименовано в Малую Анновку.

## Местный совет
55634, Николаевская обл., Новобугский р-н, с. Баратовка, ул. Советская, 6